# Термінал аеропорту
Авіатермінал, або аеровокзал, — це споруда аеропорту, в якій пасажири здійснюють перехід з/до наземного транспорту з/до вузлів посадки та висадки з повітряних суден.
У терміналі пасажири придбавають квитки, здають багаж та проходять паспортний, митний та контроль на авіаційну безпеку.
У малих аеропортах переважно один термінал, у більших їх кілька. Деякі великі аеропорти мають один термінал, що з'єднаний з кількома станціями пересадки зонами переходу, небесними мостами чи підземними тунелями.

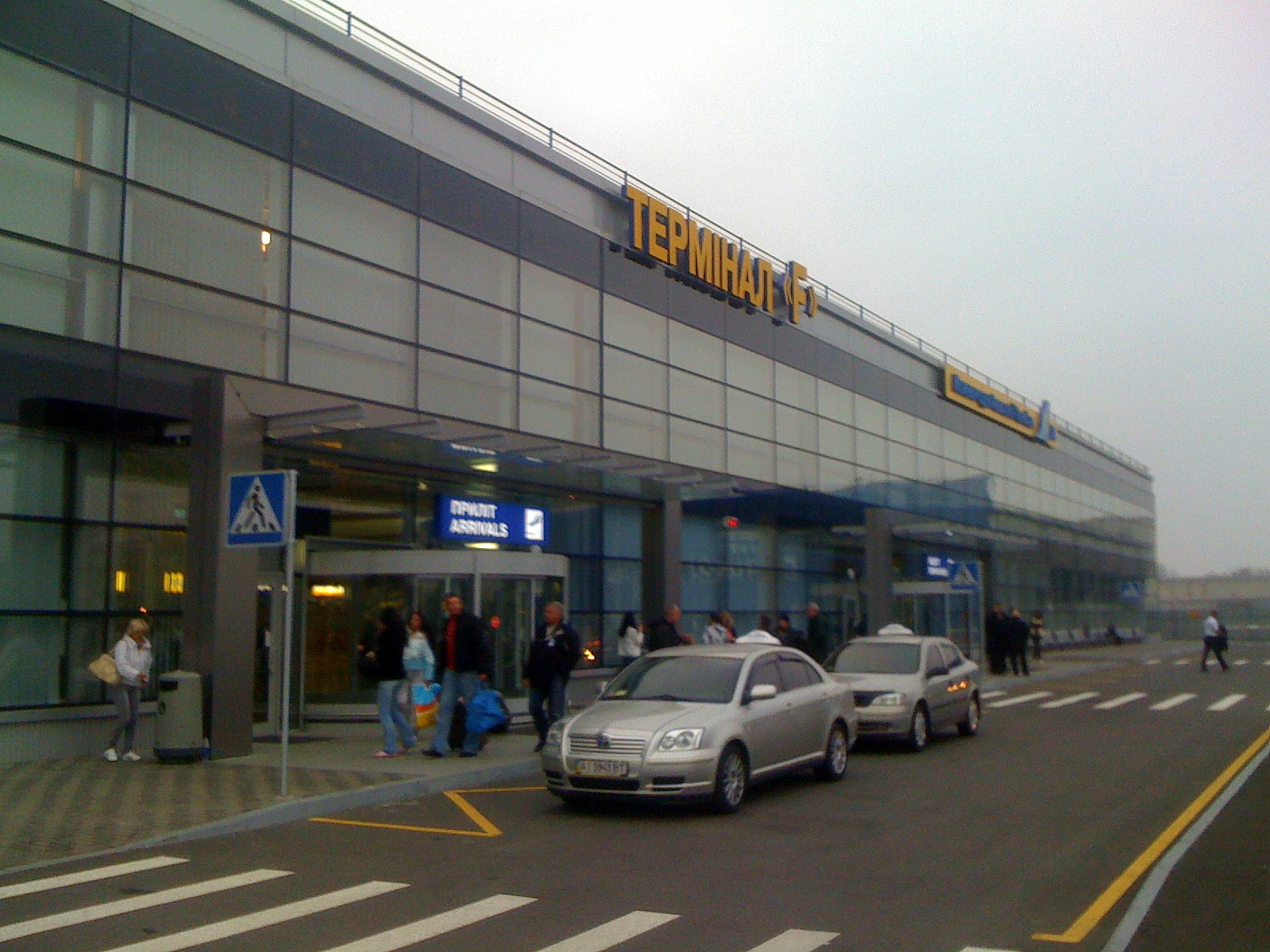
Термінал F у аеропорті «Бориспіль»

## Архітектура
У зв'язку із зростанням популярності авіаційного транспорту багато старих терміналів були збудовані у 1930-40-рр. в тогочасному артдекоративному стилі будівництва. Єдиний термінал, що залишився з 1940 р. є Х'юстонський міський авіатермінал. Давні термінали мали вихід просто на перон, звідки пасажири добирались до літака пішки чи автобусом-шатлом. Такий тип проектування досі популярний у малих аеропортах; та навіть великі мають нині автобусні виходи для обслуговування літаків, що знаходяться на віддалених стоянках.

### Пірсова архітектура
Модель пірсу передбачає маленьку, вузьку споруду зі стоянками літаків з обох сторін. Один кінець сполучений з касами авіакомпаній та зонами видачі вантажу. Пірсова архітектура пропонує велику масштабованість простору для повітряних суден за простого дизайну. З іншого боку їй притаманна суттєва відстань від стійок реєстрації до виходів (gate). Зокрема у Кайсайському міжнародному чи Лісабонському аеропорті Портела (термінал 1) цей перехід становить близько 1 км. Більшість великих міжнародних летовищ мають пірсові споруди, зокрема Міжнародні аеропорти Чикаго О'Гара, Ларнаки, Франкфурта, Гітроу, Ф'юмічіно в Римі, Схіпхола в Амстердамі.

### Острівні термінали
Острівний термінал відокремлений від інших аеропортних споруд завдяки чому літаки мають можливість паркуватися по всьому його периметру. Найпершим такого типу термінал належав Лондонському аеропорту Гатвік. Було використано підземний пішохідний тунель для з'єднання острова з головним терміналом аеропорту. Також така схема була притаманна першій версії Міжнародного аеропорту Лос-Анжелеса, однак з часом його було реконструйовану у пірсову архітектуру. Першим летовищем, що використав траволатор, був Міжнародний аеропорт Тампи, де використовується й до сьогодні.

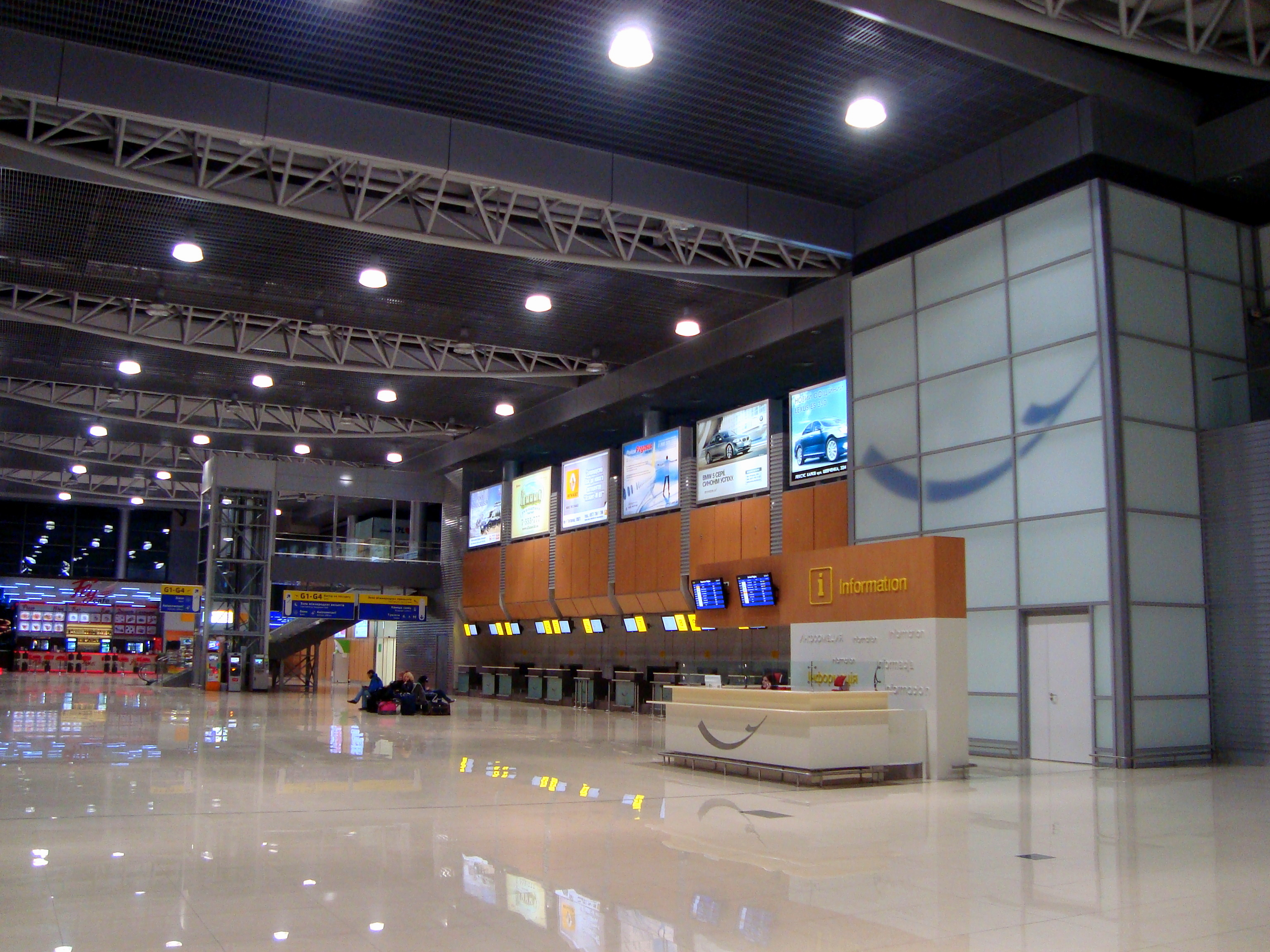
Термінал летовища у м. Харків

### Напівострівні термінали
Деякі аеропорти використовують напівострівну архітектуру будови терміналу, в яких повітряні судна паркуються з одного боку, а посадка/висадка пасажирів з авто- та іншого громадського транспорту відбувається з протилежного боку. Таку схему мають більшість українських аеропортів, зокрема аеропорт Бориспіль, Львівський аеропорт ім. Данила Галицького чи Івано-Франківський міжнародний аеропорт. Така модель дизайну суттєво скорочує відстань між стійками реєстрації та виходами до літаків. Подібні моделі у світі використовують французький аеропорт ім. Шарль де-Голля (термінал 2), Toronto Pearson Airport та інші летовища.

## Джерело
- Термінал аеропорту
- Технічне обслуговування та ремонт повітряних суден в Україні
- Gatwick Airport: The first 50 years, Woodley, C., The History Press, Stroud, 2014, p. 101
- Above Us The Skies: The Story Of BAA — 1991 (Michael Donne — BAA plc), p. 15
- https://www.britishairways.com/travel/home/public/en_/
- https://flyone.eu./en/